# Idiocerus chanuicus
Idiocerus chanuicus är en insektsart som beskrevs av Dlabola 1967. Idiocerus chanuicus ingår i släktet Idiocerus och familjen dvärgstritar. Inga underarter finns listade i Catalogue of Life.